# Framerville-Rainecourt
Framerville-Rainecourt là một xã ở tỉnh Somme, vùng Hauts-de-France, Pháp.
Thị trấn này tọa lạc 21 dặm Anh về phía đông của Amiens trên đường D329.

## Dân số
| 1962                                                         | 1968 | 1975 | 1982 | 1990 | 1999 |
| ------------------------------------------------------------ | ---- | ---- | ---- | ---- | ---- |
| 323                                                          | 341  | 294  | 278  | 237  | 296  |
| Số liệu điều tra dân số từ năm 1962, dân số không tính trùng |      |      |      |      |      |